# Ceryx fusiformis
Ceryx fusiformis là một loài bướm đêm thuộc phân họ Arctiinae, họ Erebidae.